# 高温短時間殺菌法
高温短時間殺菌法（こうおんたんじかんさっきんほう）は、牛乳など食品の殺菌方法。HTST（High temperature short time method sterilization）とも呼ばれる。

## 概要
通常、72℃～75℃で15秒間、流体食品を加熱して殺菌する手法のこと。1952年（昭和27年）に日本に導入され、従来のバッチ式殺菌法であるLTLT法に比べて、流体食品の連続処理が可能なため作業能率が飛躍的に向上するということで急速に普及した（特に、牛乳の加熱殺菌法として普及した）。
LTLT法（Low temperature long time pasteurization、 61.7℃～65℃の間で少なくとも30分間保持する低温保持殺菌法のこと）やHTST法の殺菌条件では、原料乳由来の酵素は失活し、結核菌、腸チフス菌などの病原性細菌は死滅するが、耐熱性菌や芽胞は生残する。これら耐熱性菌や芽胞の死滅は一定の温度条件下では保持時間の長さに応じて一定の比率で進行するので、原料乳中の菌数が多ければ殺菌後の製品中に残存する菌数も多くなる。
日本では、牛乳の消費拡大に伴い、製品の保存性を更に向上させる目的でLTLT法やHTST法よりも殺菌効果の高い超高温加熱処理法（UHT法）が1957年（昭和32年）に導入され、現在では、UHT法が牛乳の殺菌処理方法の主流となっている。